# ساريجالو (غوزل درة)
ساریجالو (بالفارسية: ساریجالو) هي قرية تقع في إيران في قسم غوزل درة الریفي. يقدر عدد سكانها بـ 553 نسمة بحسب إحصاء 2016.